# こううたう
『こううたう』は、柴咲コウの1枚目のカバー・アルバム。2015年6月17日にビクターエンタテインメント/Colorful Recordsより発売された。

## 概要
ユニバーサルミュージックからビクターエンタテインメントへ移籍後、初のアルバム。初回限定盤と通常盤の2形態がリリースされ、初回限定盤はデジパック仕様かつ、ポエトリー&ビジュアルブック「こうつづる」（全44ページ）が同梱された。
収録曲のうち数曲は、事前にTwitterで募ったリクエストに寄せられた延べ2500件1500曲以上の中から、柴咲本人が選曲している。本作発売に先立ち、収録曲の「素直」が音楽配信限定シングルとして3月25日に先行発売された。本作の発売を記念して、「どこいこう?ここいこう」と題したミニライブイベントが秋田県大館市の映画館、御成座で6月14日に開催された（試聴動画あり）。

## 収録曲
（ ）内はオリジナル歌唱者。
1. 若者のすべて（フジファブリック）
作詞・作曲：志村正彦、編曲：関口シンゴ
2. ただ泣きたくなるの（中山美穂）
作詞：国分友里恵、中山美穂、作曲：岩本正樹、編曲：松浦晃久
3. 素直（槇原敬之）
作詞・作曲：槇原敬之、編曲：石塚知生
2015年3月25日より先行配信。
4. 桜坂（福山雅治）
作詞・作曲：福山雅治、編曲：谷口尚久
5. めちゃくちゃに泣いてしまいたい（工藤静香）
作詞：松井五郎、作曲：後藤次利、編曲：柿崎洋一郎
6. 朝日の誓い（熊木杏里）
作詞：熊木杏里、作曲：吉俣良、編曲：高野寛
7. だけど僕は（ゲスの極み乙女。）
作詞・作曲：川谷絵音、編曲：柿崎洋一郎
8. アイ（秦基博）
作詞・作曲：秦基博、編曲：松浦晃久
9. Raining（Cocco）
作詞・作曲：こっこ、編曲：松浦晃久
10. 私生活（東京事変）
作詞：椎名林檎、作曲：亀田誠治、編曲：柿崎洋一郎
11. 笑顔を探して（辛島美登里）
作詞・作曲：辛島美登里、編曲：石成正人
12. 虹と太陽の丘（ぴよぴよ）
作詞・作曲：上村茂三、編曲：SWING-O
13. きみはぼくのともだち（太田裕美）
作詞：原田郁子、作曲：永積タカシ、編曲：高野寛
14. 糸（中島みゆき）
作詞・作曲：中島みゆき、編曲：石塚知生
15. 未来へ（Kiroro）
作詞・作曲：玉城千春、編曲：石塚知生

## 試聴（公式）
- 『こううたう』全曲ダイジェスト - YouTube
- 『こううたう』30秒スポット - YouTube
- 「桜坂」（御成座でのライブ映像） - YouTube[5]